# Élections législatives de 1978 dans le Var
Les élections législatives françaises de 1978 se déroulent les 12 et 19 mars 1978. Dans le département du Var, quatre députés sont à élire dans le cadre de quatre circonscriptions.

## Élus
| Circonscription | Député sortant                                    | Parti  | Parti  | Député élu ou réélu | Parti | Parti    |
| --------------- | ------------------------------------------------- | ------ | ------ | ------------------- | ----- | -------- |
| 1re             | Vacant                                            | Vacant | Vacant | Alain Hautecœur     |       | PS       |
| 2e              | Mario Bénard                                      |        | RPR    | François Léotard    |       | UDF (PR) |
| 3e              | Bernard Lafont suppléant de Aymeric Simon-Lorière |        | RPR    | Maurice Arreckx     |       | UDF (PR) |
| 4e              | Philippe Giovannini                               |        | PCF    | Arthur Paecht       |       | UDF (PR) |

## Résultats

### Résultats à l'échelle du département
| Parti                 | Parti                              | Premier tour | Premier tour | Second tour | Second tour | Sièges |
| Parti                 | Parti                              | Voix         | %            | Voix        | %           | Sièges |
| --------------------- | ---------------------------------- | ------------ | ------------ | ----------- | ----------- | ------ |
|                       | Union pour la démocratie française | 95 080       | 26,58        | 197 380     | 53,62       | 3      |
|                       | Rassemblement pour la République   | 64 247       | 17,96        | Retrait     | Retrait     | 0      |
|                       | Divers droite                      | 6 168        | 1,72         |             |             | 0      |
|                       | Majorité présidentielle            | 165 495      | 46,26        | 197 380     | 53,62       | 3      |
|                       |                                    |              |              |             |             |        |
|                       | Parti communiste français          | 85 913       | 24,02        | 85 739      | 23,29       | 0      |
|                       | Parti socialiste                   | 73 823       | 20,64        | 84 984      | 23,09       | 1      |
|                       | Union de la gauche                 | 159 736      | 44,65        | 170 723     | 46,38       | 1      |
|                       |                                    |              |              |             |             |        |
|                       | Gaullistes d'opposition            | 9 604        | 2,68         |             |             | 0      |
|                       | Extrême droite                     | 7 391        | 2,07         | 0           |             |        |
|                       | Divers écologiste                  | 7 299        | 2,04         | 0           |             |        |
|                       | Extrême gauche                     | 4 849        | 1,36         | 0           |             |        |
|                       | Parti socialiste unifié            | 2 253        | 0,63         | 0           |             |        |
|                       | Divers                             | 1 118        | 0,31         | 0           |             |        |
|                       |                                    |              |              |             |             |        |
| Inscrits              | Inscrits                           | 442 833      | 100,00       | 446 786     | 100,00      | 4      |
| Abstentions           | Abstentions                        | 77 745       | 17,56        | 69 443      | 15,54       |        |
| Votants               | Votants                            | 365 088      | 82,44        | 377 343     | 84,46       |        |
| Blancs et nuls        | Blancs et nuls                     | 7 343        | 2,01         | 9 240       | 2,45        |        |
| Exprimés              | Exprimés                           | 357 745      | 97,99        | 368 103     | 97,55       |        |
| Source : Data.gouv.fr |                                    |              |              |             |             |        |

### Résultats par circonscription

#### Première circonscription (Draguignan)
| Candidat       | Candidat            | Parti          | Premier tour | Premier tour | Second tour | Second tour |  |
| Candidat       | Candidat            | Parti          | Voix         | %            | Voix        | %           |  |
| -------------- | ------------------- | -------------- | ------------ | ------------ | ----------- | ----------- |  |
|                | Alain Hautecœur élu | PS             | 21 391       | 26,9         | 43 991      | 53,81       |  |
|                | Guy Guigou          | PCF            | 20 677       | 26,01        | Retrait     | Retrait     |  |
|                | Maurice Couilliot   | UDF (Rad)      | 20 573       | 25,88        | 37 754      | 46,19       |  |
|                | Michel Charrot      | RPR            | 10 243       | 12,88        |             |             |  |
|                | Gisèle Farman       | PSU (FA)       | 2 253        | 2,83         |             |             |  |
|                | Richard Dalmas      | PFN            | 1 310        | 1,65         |             |             |  |
|                | Louis Castaing      | Extrême droite | 1 223        | 1,54         |             |             |  |
|                | Joëlle Le Bris      | LO             | 1 197        | 1,51         |             |             |  |
|                | René Vinciguera     | CNIP           | 642          | 0,81         |             |             |  |
|                |                     |                |              |              |             |             |  |
| Inscrits       | Inscrits            | Inscrits       | 96 894       | 100,00       | 95 865      | 100,00      |  |
| Abstentions    | Abstentions         | Abstentions    | 14 715       | 15,19        | 12 128      | 12,65       |  |
| Votants        | Votants             | Votants        | 82 179       | 84,81        | 83 737      | 87,35       |  |
| Blancs et nuls | Blancs et nuls      | Blancs et nuls | 2 670        | 3,25         | 1 992       | 2,38        |  |
| Exprimés       | Exprimés            | Exprimés       | 79 509       | 96,75        | 81 745      | 97,62       |  |

#### Deuxième circonscription (Fréjus)
| Candidat       | Candidat             | Parti          | Premier tour | Premier tour | Second tour | Second tour |  |
| Candidat       | Candidat             | Parti          | Voix         | %            | Voix        | %           |  |
| -------------- | -------------------- | -------------- | ------------ | ------------ | ----------- | ----------- |  |
|                | François Léotard élu | UDF (PR)       | 26 652       | 28,38        | 56 579      | 57,99       |  |
|                | Mario Bénard sortant | diss. RPR      | 22 900       | 24,39        | Retrait     | Retrait     |  |
|                | Jean-René Étienne    | PS             | 19 649       | 20,92        | 40 993      | 42,01       |  |
|                | Georges Caton        | PCF            | 16 165       | 17,21        | Retrait     | Retrait     |  |
|                | Guy Demenge          | Écologie 78    | 4 011        | 4,27         |             |             |  |
|                | Claude Collet        | LO             | 905          | 0,96         |             |             |  |
|                | Bernard Lafare       | Divers         | 874          | 0,93         |             |             |  |
|                | Henri Prévost        | PFN            | 872          | 0,93         |             |             |  |
|                | Michel Harlaut       | MDD            | 722          | 0,77         |             |             |  |
|                | Albert Peyron        | FN             | 597          | 0,64         |             |             |  |
|                | Olaf Souhami         | Divers droite  | 312          | 0,33         |             |             |  |
|                | Michel Raymond       | Divers         | 244          | 0,26         |             |             |  |
|                |                      |                |              |              |             |             |  |
| Inscrits       | Inscrits             | Inscrits       | 115 743      | 100,00       | 115 726     | 100,00      |  |
| Abstentions    | Abstentions          | Abstentions    | 20 316       | 17,55        | 16 375      | 14,15       |  |
| Votants        | Votants              | Votants        | 95 427       | 82,45        | 99 351      | 85,85       |  |
| Blancs et nuls | Blancs et nuls       | Blancs et nuls | 1 524        | 1,6          | 1 779       | 1,79        |  |
| Exprimés       | Exprimés             | Exprimés       | 93 903       | 98,4         | 97 572      | 98,21       |  |

#### Troisième circonscription (Toulon)
| Candidat       | Candidat               | Parti          | Premier tour | Premier tour | Second tour | Second tour |  |
| Candidat       | Candidat               | Parti          | Voix         | %            | Voix        | %           |  |
| -------------- | ---------------------- | -------------- | ------------ | ------------ | ----------- | ----------- |  |
|                | Maurice Arreckx élu    | UDF (PR)       | 20 314       | 26,24        | 44 069      | 56,23       |  |
|                | Maurice Delplace       | PCF            | 18 711       | 24,17        | 34 299      | 43,77       |  |
|                | Pierre Mazeaud         | RPR            | 13 325       | 17,21        | Retrait     | Retrait     |  |
|                | Yvonne Arrou-Vignod    | PS             | 12 137       | 15,68        | Retrait     | Retrait     |  |
|                | Bernard Lafont sortant | MDD            | 7 525        | 9,72         |             |             |  |
|                | Yves Michelon          | Écologie 78    | 3 288        | 4,25         |             |             |  |
|                | Georges Condet         | PFN            | 1 382        | 1,79         |             |             |  |
|                | Diana Miedzigorski     | LO             | 733          | 0,95         |             |             |  |
|                |                        |                |              |              |             |             |  |
| Inscrits       | Inscrits               | Inscrits       | 96 361       | 100,00       | 96 361      | 100,00      |  |
| Abstentions    | Abstentions            | Abstentions    | 17 867       | 18,54        | 15 375      | 15,96       |  |
| Votants        | Votants                | Votants        | 78 494       | 81,46        | 80 986      | 84,04       |  |
| Blancs et nuls | Blancs et nuls         | Blancs et nuls | 1 079        | 1,37         | 2 618       | 3,23        |  |
| Exprimés       | Exprimés               | Exprimés       | 77 415       | 98,63        | 78 368      | 96,77       |  |

#### Quatrième circonscription (La Seyne-sur-Mer)
| Candidat       | Candidat               | Parti          | Premier tour | Premier tour | Second tour | Second tour |  |
| Candidat       | Candidat               | Parti          | Voix         | %            | Voix        | %           |  |
| -------------- | ---------------------- | -------------- | ------------ | ------------ | ----------- | ----------- |  |
|                | Danielle de March      | PCF            | 30 360       | 28,4         | 51 440      | 46,59       |  |
|                | Arthur Paecht élu      | UDF (PR)       | 27 541       | 25,76        | 58 978      | 53,41       |  |
|                | Christian Goux         | PS             | 20 646       | 19,31        | Retrait     | Retrait     |  |
|                | Marcel Bayle           | RPR            | 17 779       | 16,63        | Retrait     | Retrait     |  |
|                | Antoine Baptiste       | Divers droite  | 5 214        | 4,88         |             |             |  |
|                | Marc-Erick Jacomella   | PFN            | 2 007        | 1,88         |             |             |  |
|                | Guy Gozlan             | LO             | 1 150        | 1,08         |             |             |  |
|                | Claude-Nicole Hocquard | MDD            | 1 357        | 1,27         |             |             |  |
|                | Jean-Louis Marchetti   | LCR            | 864          | 0,81         |             |             |  |
|                |                        |                |              |              |             |             |  |
| Inscrits       | Inscrits               | Inscrits       | 133 835      | 100,00       | 138 834     | 100,00      |  |
| Abstentions    | Abstentions            | Abstentions    | 24 847       | 18,57        | 25 565      | 18,41       |  |
| Votants        | Votants                | Votants        | 108 988      | 81,43        | 113 269     | 81,59       |  |
| Blancs et nuls | Blancs et nuls         | Blancs et nuls | 2 070        | 1,9          | 2 851       | 2,52        |  |
| Exprimés       | Exprimés               | Exprimés       | 106 918      | 98,1         | 110 418     | 97,48       |  |